# Левкі (Більський повіт)
Левкі (пол. Lewki) — село в Польщі, у гміні Більськ-Підляський Більського повіту Підляського воєводства.
Населення — 103 особи (2011).
У 1975-1998 роках село належало до Білостоцького воєводства.

## Демографія
Демографічна структура станом на 31 березня 2011 року:
|          | Загалом | Допрацездатний вік | Працездатний вік | Постпрацездатний вік |
| -------- | ------- | ------------------ | ---------------- | -------------------- |
| Чоловіки | 56      | 5                  | 37               | 14                   |
| Жінки    | 47      | 3                  | 19               | 25                   |
| Разом    | 103     | 8                  | 56               | 39                   |